# Dipartimento di Río Chico (Santa Cruz)
Río Chico è un dipartimento collocato a ovest della provincia argentina di Santa Cruz, con capoluogo Gobernador Gregores.

## Geografia fisica
Confina a nord con il dipartimento di Lago Buenos Aires, a est con il dipartimento di Magallanes, a sud con i dipartimenti di Corpen Aike e Lago Argentino, e a ovest con il Cile. Deve il suo nome al fiume omonimo che lo attraversa. Vi si trovano i laghi Nansen, Quiroga e Strobel.

## Società

### Evoluzione demografica
Secondo il censimento del 2010, su un territorio di 34.262 km², la popolazione ammontava a 5.158 abitanti, con un aumento del 76,3% rispetto al censimento del 2001.
Abitanti censiti

## Amministrazione
Il dipartimento è suddiviso in:
- 1 comune (municipio in spagnolo)
  - Gobernador Gregores
- 2 comisiones de fomento
  - Tres Lagos
  - Hipólito Yrigoyen